# Chloe
克蘿伊（Chloe，中國大陸常譯科洛，Chloë, Cloe, Chlöe, Chloé, Clowy, Kloe, Khloe, Khloë, Khloé, Kloé or Kloë）是女性名字，在英國尤其常見。法語形式為Chloé。
Chloe源自希臘語「（khlóē）」，為希臘女神狄蜜特眾多名稱之一，意思是年輕的、綠葉、植物的幼芽。Chloe這個名字出現在《新約聖經》，《哥林多前書》1:11中的"the house of Chloe"。
- 克蘿伊‧安格紐（英语：Chloë Agnew），愛爾蘭歌手，女性合唱團體天使女伶（Celtic Woman）的最年輕成員。
- 克蘿伊·布莉姬（Chloe Bridges），美國女演員、歌手。
- 高儀（Chloe Dao），越南裔美國女性時裝設計師，真人實境秀《決戰時裝伸展台》第二季的優勝者。
- 克蘿伊·瓊斯（英语：克蘿伊·瓊斯）（Chloe Jones），美國女性色情演員。
- 克蘿伊·馬歇爾（Chloe Marshall），英國大尺碼模特兒，2008年薩里小姐冠軍，英國小姐亞軍。
- 克蘿伊·摩蕾茲（Chloë Grace Moretz），美國童星，在奧斯卡獎得獎電影《雨果的冒險》（Hugo）中飾演女主角伊莎貝爾。
- 科洛·塞维尼（Chloë Sevigny），美國女演員。
- 克洛伊·薩頓[3]（Chloe Sutton），美國競泳選手。
- 克蘿伊·韋伯（Chloe Webb），美國女演員。
- 汪可盈（Chloe Wang→Chloe Bennet），中美混血女演員及歌手。
- 王樂妍（Chloe Wang），台灣藝人。
- 趙婷（Chloé Zhao），中國導演、製片人、編劇，首位獲得奧斯卡金像獎最佳影片的華人導演。
- 童妮‧摩里森（本名Chloe Wofford），美國小說家，1993年諾貝爾文學獎得主。
- 克洛伊·卡黛珊[4]（Khloé Kardashian），美國電視節目主持人。

## 虛構人物
- 克洛依·欧布莱恩（Chloe O'Brian），美國電視劇《24小時反恐任務》的角色。

## 電影
- 色·誘（Chloe），2009年情色驚悚片，改拍自2003年電影《愛上娜塔莉》。